# ジルフィウス1世ニムロート (ヴュルテンベルク＝エールス公)
ジルフィウス1世ニムロート（Herzog Silvius I. Nimrod von Württemberg-Oels, 1622年5月2日 - 1664年4月24日）は、ドイツのヴュルテンベルク＝ヴァイルティンゲン公爵家の公子で、ヴュルテンベルク＝エールス公。

## 生涯
ヴュルテンベルク公フリードリヒ1世の五男であるヴュルテンベルク＝ヴァイルティンゲン公ユリウス・フリードリヒと、その妻でシュレースヴィヒ＝ホルシュタイン＝ゾンダーブルク公ハンスの娘アンナ・ザビーナ（1593年 - 1659年）の間の第3子、次男として生まれた。1638年、ザクセン＝ヴァイマル公子ベルンハルトの傭兵軍によるブライザッハ包囲戦に参加している。
1647年5月1日、シュレージエンのエールス公カール・フリードリヒ1世の娘エリーザベト・マリーと結婚した。その数週間後にカール・フリードリヒ1世は死去し、神聖ローマ皇帝フェルディナント3世は男子相続者のいなくなった封土（レーエン）としてエールス公領を回収しようとしたが、娘婿のジルフィウスは公領の相続を求めて難しい交渉を始めた。
ジルフィウスは2万グルデンの納入金を支払うこと、および公領の一部だったモラヴィア地方のヤイシュピツ（現チェコ領南モラヴィア州ズノイモ郡イェヴィショヴィツェ）の所領を皇帝に割譲することを条件に、公領を相続した。1648年12月15日、ウィーンの宮廷においてジルフィウスに対する封土授与の儀式が行われた。
公爵は三十年戦争で荒廃した公領を復興させようと試み、特に教育や教会の発展に力を注いだ。1652年に髑髏騎士団（Ritterorden vom Totenkopf）を創設し、この騎士団は19世紀まで存続した。また1647年から1652年まで、神秘主義者のアンゲルス・シレジウスを公爵家の宮廷侍医として雇っていた。
1664年、ブリーゼ城（Schloss Briese）に滞在していた折に突然の脳卒中で急死した。遺言によって親族のレグニツァ＝ブジェク公フリスティアンがジルフィウスの未成年の息子たちの後見人となった。本来ならば宗主である皇帝に後見を依頼することも出来たが、皇帝が息子たちをカトリックに改宗させることを恐れてレグニツァ公を指名したと考えられている。ジルフィウスは息子たちをテュービンゲンのコレギウム・イルストレ（Collegium illustre）で学ばせた。

## 子女
ジルフィウスは妻エリーザベト・マリーとの間に5男2女をもうけた。
- アンナ・ゾフィー（1648年 - 1661年）
- カール・フェルディナント（1650年 - 1669年） - ヴュルテンベルク＝エールス公
- ジルフィウス・フリードリヒ（1651年 - 1697年） - ヴュルテンベルク＝エールス公
- クリスティアン・ウルリヒ（1652年 - 1704年） - ヴュルテンベルク＝エールス公
- ユリウス・ジークムント（1653年 - 1684年）
- クニグンデ・ユリアーナ（1665年）
- ジルフィウス（1666年）